# Station Montcada i Reixac - Manresa
Montcada i Reixac - Manresa is een treinstation in Montcada i Reixac, gelegen op lijn 4, lijn 7 en lijn 12 van Rodalies Barcelona.
Het station werd in 1855 geopend toen de lijn tussen dit station en Sabadell Nord in gebruik genomen werd. 
In 2016 maakten 812.000 reizigers gebruik van dit station.

## Lijnen
| Eindbestemming                                | Vorig station       | Lijn | Volgend station                 | Eindbestemming         |
| --------------------------------------------- | ------------------- | ---- | ------------------------------- | ---------------------- |
| Sant Vicenç de Calders Vilafranca del Penedès | Montcada Bifurcació |      | Montcada i Reixac - Santa Maria | Terrassa Manresa       |
| Sant Andreu Arenals                           | Montcada Bifurcació |      | Montcada i Reixac - Santa Maria | Cerdanyola Universitat |
| L'Hospitalet de Llobregat                     | Montcada Bifurcació |      | Montcada i Reixac - Santa Maria | Lleida Pirineus        |